# Верія
Верія або Бер (грец. Βέροια, болг. і мак. Бер) — місто в Греції, в області Македонія, столиця ному Іматія.

## Історія
Вперше місто Верія згадує в своїй Історії Фукідід в 432 до н. е., хоча є непрямі свідчення того, що місто було заселене вже близько 1000 до н. е. Верія отримала свою назву від свого творця міфічних Ферона або Верони або ж від дочки царя Ве́рія, царя Македонії. Перші мешканці, відомі як плем'я врігів, які були вигнані саме македонцями. Македонці зробили Верію другим містом за значенням свого царства після столиці Пелли.
У добу Римської імперії, Верія стала місцем поклоніння для християн. У місті існувало єврейське поселення на тому місці, де Апостол Павло проповідував після того, як прибув з Салонік. «Апостольська конституція» також описує першого єпископа Верії як Онісіма. Більшість вчених вважають, що ним був Святий Онисим з Філемон.
Відповідно у добу Візантійської імперії місто продовжувало зростати і процвітати, поки не було завойоване болгарами у 9 столітті. Під час хрестових походів Верія була завойована норманами (1185), пізніше франками (1204) і в середині 13 століття — сербами. У 1436 році місто захопили османи, від влади яких Верію звільнили лише 1912 року.

## Сучасність
В серпні 2010 року Національна бібліотека у Верії здобула нагороду від Фонду Білла і Мелінди Гейтс як «найуспішніша модель бібліотеки в Греції та в цілому світі», змагаючись із 250 іншими кандидатами. Нагороду супроводжує винагорода у розмірі 1 млн доларів.

## Клімат
| Клімат Верії                               | Клімат Верії | Клімат Верії | Клімат Верії | Клімат Верії | Клімат Верії | Клімат Верії | Клімат Верії | Клімат Верії | Клімат Верії | Клімат Верії | Клімат Верії | Клімат Верії | Клімат Верії |
| Показник                                   | Січ.         | Лют.         | Бер.         | Квіт.        | Трав.        | Черв.        | Лип.         | Серп.        | Вер.         | Жовт.        | Лист.        | Груд.        | Рік          |
| Абсолютний максимум, °C                    | 21,0         | 24,0         | 25,4         | 31,0         | 35,0         | 39,0         | 41,0         | 42,1         | 35,9         | 33,5         | 27,0         | 25,6         | 42,1         |
| Середній максимум, °C                      | 9,1          | 10,8         | 14,5         | 19,4         | 25,1         | 29,5         | 31,3         | 30,9         | 27,8         | 21,6         | 14,3         | 10,1         | 20,4         |
| Середня температура, °C                    | 4,6          | 5,9          | 9,4          | 14,1         | 19,6         | 24,1         | 25,7         | 24,7         | 21,1         | 15,6         | 9,5          | 5,7          | 15,0         |
| Середній мінімум, °C                       | 0,6          | 1,4          | 4,4          | 8,2          | 12,8         | 16,3         | 18,0         | 17,3         | 14,1         | 9,9          | 5,3          | 1,8          | 9,2          |
| Абсолютний мінімум, °C                     | −12          | −11          | −4           | 4,0          | 7,7          | 14,6         | 14,3         | 13,5         | 7,1          | 1,1          | −3           | −5           | −12          |
| Середня кількість сонячних годин на місяць | 117,1        | 120,4        | 143,8        | 190,4        | 234,9        | 295,3        | 309,6        | 290,6        | 224,9        | 162,1        | 118,3        | 109,1        | 2316,5       |
| Норма опадів, мм                           | 44.5         | 49.0         | 56.4         | 45.0         | 42.0         | 29.7         | 14.1         | 16.2         | 16.1         | 55.7         | 68.1         | 69.1         | 505.9        |
| Днів з опадами                             | 8,2          | 9,1          | 9,5          | 8,6          | 8,6          | 5,1          | 3,9          | 3,5          | 3,6          | 7,5          | 9,9          | 9,2          | 86,7         |
| Вологість повітря, %                       | 76.4         | 73.0         | 73.2         | 68.3         | 64.2         | 57.9         | 57.5         | 62.8         | 66.8         | 73.1         | 77.1         | 78.2         | 69.0         |
| ------------------------------------------ | ------------ | ------------ | ------------ | ------------ | ------------ | ------------ | ------------ | ------------ | ------------ | ------------ | ------------ | ------------ | ------------ |
| Джерело: Афінська національна обсерваторія |              |              |              |              |              |              |              |              |              |              |              |              |              |

## Населення
| Рік  | Місто  | Муніципалітет |
| ---- | ------ | ------------- |
| 1981 | 37,966 | -             |
| 1991 | 37,858 | 42,910        |
| 2001 | —      | 42,794        |

## Персоналії
- Іоанніс Котуніос — письменник 16 ст., гуманіст.
- Пантеліс Кафес — футболіст.
- Патриарх Митрофан Олександрійський
- Патриарх Нефон І Константинопольський
- Костас Царцаріс — баскетбольний гравець.
- Седат Альп — археолог.
- Георгос Караміхос — музикант.
- Марія Дану — грецька лижниця, представила Грецію на Олімпіаді 2010 у Ванкувері.